# Komunální byt
Komunální byt (rusky коммунальная квартира, коммуналка) je ruským státem vlastněný byt, v němž státní orgány v souladu s normativy na obytnou plochu připadající na osobu ubytovávají nájemníky bez ohledu na jejich rodinný stav, společenské postavení či charakter bytu. Zpravidla bydlí v komunálním bytě několik rodin nebo jednotlivců. Každá rodina nebo samostatná osoba má jeden nebo několik pokojů a společně užívají příslušenství, jako je koupelna, toaleta, kuchyně a také chodbu a předsíň.
Tato forma bydlení existuje v Rusku od 19. století, rozšířila se v období sovětského Ruska jako průvodní jev industrializace a přetrvává dosud.